# Michaela Krechovská
Michaela Krechovská, rozená Horová, (* 19. července 1982) je česká ekonomka a vysokoškolská učitelka, od roku 2018 děkanka Fakulty ekonomické Západočeské univerzity (FEK ZČU). 

## Životopis
Narodila se v červenci 1982. Absolvovala studium podnikové ekonomiky a managementu na Západočeské univerzitě v Plzni, nejprve v tomto oboru získala magisterský titul, posléze získala i titul Ph.D. V roce 2015 se stala zástupkyní vedoucí Centra podnikání FEK, v roce 2016 začala vést Katedru financí a účetnictví FEK ZČU (později působila jako zástupkyně vedoucího katedry), v roce 2017 se habilitovala v oboru podniková ekonomika a management na Ekonomické fakultě Technické univerzity v Liberci. V listopadu 2017 byla zvolena děkankou Fakulty ekonomické Západočeské univerzity. Mandátu se ujala v březnu 2018, když ve funkci vystřídala Miroslava Plevného. Při hlasování v listopadu 2021 funkci děkanky poté obhájila jako jediná kandidátka, když získala všech 12 z 12 hlasů od přítomných členů akademického senátu fakulty.

## Výběr publikací[6]
- Strategické finanční řízení a investiční rozhodování (2008)
- Sbírka příkladů z podnikových financí (2009)
- Podnikové finance v teorii a praxi (2013)
- Řízení neziskových organizací (2018)